# Favour Efe
Favour Efe (* 14. Juli 1994) ist eine nigerianische Hürdenläuferin, die sich auf den 100-Meter-Hürdenlauf spezialisiert hat.

## Sportliche Laufbahn
Erste internationale Erfahrungen sammelte Favour Efe bei den Juniorenafrikameisterschaften 2013 in Réduit, bei denen sie in 14,53 s die Silbermedaille gewann und über 400 Meter Hürden in 62,92 s den vierten Platz belegte. 2018 wurde sie bei den Afrikameisterschaften im heimischen Asaba in 14,18 s Sechste.

## Persönliche Bestzeiten
- 100 m Hürden: 13,63 s (+1,7 m/s), 18. Juli 2017 in Ozoro
- 400 m Hürden: 60,68 s, 21. Juni 2013 in Calabar